# Wilhelm Meyer (Politiker, 1889)
Wilhelm Heinrich Friedrich Meyer (* 26. Dezember 1889 in Klein Heidorn; † 21. August 1950 in Großenheidorn) war ein deutscher Landwirt und Politiker (NSDAP).

## Leben
Wilhelm Meyer wurde als Sohn eines Landwirts geboren. Er betätigte sich in der Landwirtschaft und übernahm später den väterlichen Hof in Großenheidorn.
Zum 1. April 1931 trat er der NSDAP bei (Mitgliedsnummer 509.591). Im August 1931 rückte er für den ausgeschiedenen Abgeordneten Otto Dunse in den Landtag des Freistaates Schaumburg-Lippe nach. Sein Landtagsmandat legte er am 14. Oktober 1931 nieder.
Wilhelm Meyer war seit 1919 verheiratet.